# Palice
Palice är ett berg i Tjeckien.   Det ligger i regionen Pardubice, i den östra delen av landet, 150 km öster om huvudstaden Prag. Toppen på Palice är 626 meter över havet, eller 197 meter över den omgivande terrängen. Bredden vid basen är 15,4 km.
Terrängen runt Palice är kuperad västerut, men österut är den platt.Runt Palice är det ganska glesbefolkat, med 38 invånare per kvadratkilometer. Närmaste större samhälle är Česká Třebová, 5,2 km väster om Palice. I omgivningarna runt Palice växer i huvudsak blandskog.